# Делекруа, Флориан
Флориан Делекруа (фр. Florian Delecroix; род. 17 марта 1994 )  — французский гандболист, выступает за французский клуб ГК Нант.

## Карьера
Клубная

Флориан Делекруа воспитанник клуба Нант. С сезона 2014/15 Флориан Делекруа выступает в основном составе ГК Нант.

В сборной

Флориан Делекруа выступает за молодёжную сборную Франции. Победитель чемпионата Мира среди молодёжи 2015 в составе сборной Франции.

## Титулы
- Победитель чемпионата Мира среди молодёжи: 2015
- Обладатель кубка французской лиги: 2015
- Самый ценный игрок молодёжного чемпионата Мира: 2015[1]
- Лучший правый полусредний молодёжного чемпионата Мира: 2015[1]

## Статистика
Статистика Флориана Делекруа сезона 2018/19 указана на 25.11.2018
| Сезон        | Клуб        | Лига           | Матчи | Голы | 7-метр | Голы |
| ------------ | ----------- | -------------- | ----- | ---- | ------ | ---- |
| 2014-15      | ГК Нант     | LNH division 1 | 18    | 24   | 1      | 23   |
| 2015-16      | ГК Нант     | LNH division 1 | 19    | 37   | 0      | 37   |
| 2016-17      | ГК Нант     | LNH division 1 | 24    | 30   | 0      | 30   |
| 2017-18      | Сессон-Ренн | LNH division 1 | 26    | 73   | 0      | 73   |
| 2018-19      | ГК Нант     | LNH division 1 | 10    | 12   | 0      | 12   |
| 2014–по н.в. | Итого       | LNH division 1 | 97    | 176  | 1      | 175  |